# ITF Women's Circuit ottobre-dicembre 2010
L'ITF Women's Circuit 2010 è stata una serie di tornei gestita dall'organo internazionale del tennis, l'ITF. Lo scopo di questi tornei è quello di permettere, in particolare alle giovani tenniste, di migliorare la loro classifica per giocare in tornei più importanti.

## Legenda
| $100 000 |
| $75 000  |
| $50 000  |
| $25 000  |
| $10 000  |

## Ottobre
| Settimana  | Torneo | Vincitrice                                                           | Finalista                                             | Semifinalie                                               | Quarti di finale                                                                                 |
| ---------- | --- | -------------------------------------------------------------------- | ----------------------------------------------------- | --------------------------------------------------------- | ------------------------------------------------------------------------------------------------ |
| 4 ottobre  | Jounieh Open 2010 Jounieh, Libano Terra rossa $100 000+H                                                            | Petra Cetkovská 6-1 6-3                                              | Mathilde Johansson                                    | Lourdes Domínguez-Lino Patricia Mayr                      | Elise Tamaela Laura Pous Tió Zuzana Kučová Sandra Záhlavová                                      |
| 4 ottobre  | Jounieh Open 2010 Jounieh, Libano Terra rossa $100 000+H                                                            | Petra Cetkovská Renata Voráčová 7-5 6-2                              | Eva Birnerová Andreja Klepač                          | Lourdes Domínguez-Lino Patricia Mayr                      | Elise Tamaela Laura Pous Tió Zuzana Kučová Sandra Záhlavová                                      |
| 4 ottobre  | Rakuten Japan Open Tennis Championships 2010 Tokyo, Giappone Cemento $100 000+H                                     | Ayumi Morita 6-3 7-5                                                 | Jill Craybas                                          | Misaki Doi Magdaléna Rybáriková                           | Ol'ga Savčuk Alberta Brianti Séverine Beltrame Julie Coin                                        |
| 4 ottobre  | Rakuten Japan Open Tennis Championships 2010 Tokyo, Giappone Cemento $100 000+H                                     | Jill Craybas Tamarine Tanasugarn 6-3 6-1                             | Urszula Radwańska Ol'ga Savčuk                        | Misaki Doi Magdaléna Rybáriková                           | Ol'ga Savčuk Alberta Brianti Séverine Beltrame Julie Coin                                        |
| 4 ottobre  | AEGON Pro Series Barnstaple 2010 Barnstaple, Gran Bretagna Cemento $75 000                                          | Alison Riske 6-2 6-0                                                 | Johanna Larsson                                       | Ksenija Pervak Andrea Hlaváčková                          | Pauline Parmentier Mona Barthel Nastas'sja Jakimava Richèl Hogenkamp                             |
| 4 ottobre  | AEGON Pro Series Barnstaple 2010 Barnstaple, Gran Bretagna Cemento $75 000                                          | Andrea Hlaváčková Michaëlla Krajicek 7–6(4) 6-2                      | Sandra Klemenschits Tatjana Maria                     | Ksenija Pervak Andrea Hlaváčková                          | Pauline Parmentier Mona Barthel Nastas'sja Jakimava Richèl Hogenkamp                             |
| 4 ottobre  | Torneo Internacional Femenino Villa de Madrid 2010 Madrid, Spagna Terra rossa $50 000                               | Elena Bogdan 6-4 6-2                                                 | Leticia Costas Moreira                                | Anna-Giulia Remondina Julia Schruff                       | Elora Dabija Aleksandra Krunić Eva Fernández-Brugués Conny Perrin                                |
| 4 ottobre  | Torneo Internacional Femenino Villa de Madrid 2010 Madrid, Spagna Terra rossa $50 000                               | Lara Arruabarrena-Vecino María-Teresa Torró-Flor 6-4 7-5             | Irina Begu Elena Bogdan                               | Anna-Giulia Remondina Julia Schruff                       | Elora Dabija Aleksandra Krunić Eva Fernández-Brugués Conny Perrin                                |
| 4 ottobre  | Women's Pro Tennis Classic 2010 Kansas City, USA Cemento $50 000                                                    | Rebecca Marino 6(4)–7 6-0 6-2                                        | Edina Gallovits                                       | Irina Falconi Kathrin Wörle                               | Lindsay Lee-Waters Gabriela Paz Lauren Albanese Julie Ditty                                      |
| 4 ottobre  | Women's Pro Tennis Classic 2010 Kansas City, USA Cemento $50 000                                                    | Julie Ditty Abigail Spears 6-2 4–6 [10-3]                            | Lauren Albanese Irina Falconi                         | Irina Falconi Kathrin Wörle                               | Lindsay Lee-Waters Gabriela Paz Lauren Albanese Julie Ditty                                      |
| 4 ottobre  | Nyrstar Port Pirie Tennis International 2010 Port Pirie, Australia Cemento $25 000                                  | Erika Sema 6-1 4–6 6-3                                               | Victoria Larrière                                     | Marija Mirkovic Melanie South                             | Arina Rodionova Sophie Letcher Pemra Özgen Remi Tezuka                                           |
| 4 ottobre  | Nyrstar Port Pirie Tennis International 2010 Port Pirie, Australia Cemento $25 000                                  | Bojana Bobusic Alenka Hubacek 6-3 6-2                                | Melanie South Remi Tezuka                             | Marija Mirkovic Melanie South                             | Arina Rodionova Sophie Letcher Pemra Özgen Remi Tezuka                                           |
| 4 ottobre  | Open GDF SUEZ Région Limousin 2010 Limoges, Francia Cemento $25 000                                                 | Ivana Lisjak 6-0 6-3                                                 | Julija Bejhel'zymer                                   | Caroline Garcia Julia Mayr                                | Claire Feuerstein Nadežda Kičenok Audrey Bergot Ljudmyla Kičenok                                 |
| 4 ottobre  | Open GDF SUEZ Région Limousin 2010 Limoges, Francia Cemento $25 000                                                 | Ljudmyla Kičenok Nadežda Kičenok 6(5)–7 6-4 [10-8]                   | Claire Feuerstein Caroline Garcia                     | Caroline Garcia Julia Mayr                                | Claire Feuerstein Nadežda Kičenok Audrey Bergot Ljudmyla Kičenok                                 |
| 4 ottobre  | GD Tennis Cup 2010 Adalia, Turchia Terra rossa $10 000                                                              | Viktoria Kamenskaya 6-4 6-0                                          | Karin Morgosová                                       | Chantal Škamlová Zuzana Zálabská                          | Vlada Ėkšibarova Cristina Dinu Verdiana Verardi Lesley Kerkhove                                  |
| 4 ottobre  | GD Tennis Cup 2010 Adalia, Turchia Terra rossa $10 000                                                              | Viktoria Kamenskaya Anna Orlik 7–6(7) 6-4                            | Chantal Škamlová Monika Tumová                        | Chantal Škamlová Zuzana Zálabská                          | Vlada Ėkšibarova Cristina Dinu Verdiana Verardi Lesley Kerkhove                                  |
| 4 ottobre  | Solverde Tennis Cup 2010 Espinho, Portogallo Terra rossa $10 000                                                    | Ulrikke Eikeri 6-0 6-0                                               | Alice Tisset                                          | Morgane Pons Bianca Koch                                  | Lena-Marie Hofmann Karolina Nowak Arabela Fernandez-Rabener Sandra Soler-Sola                    |
| 4 ottobre  | Solverde Tennis Cup 2010 Espinho, Portogallo Terra rossa $10 000                                                    | Ulrikke Eikeri Lena-Marie Hofmann 6-3 6-1                            | Barbara Luz Samantha Powers                           | Morgane Pons Bianca Koch                                  | Lena-Marie Hofmann Karolina Nowak Arabela Fernandez-Rabener Sandra Soler-Sola                    |
| 4 ottobre  | Izida Cup 2010 Dobrič, Bulgaria Terra rossa $10 000                                                                 | Danka Kovinić 6-4 6-3                                                | Isabella Šinikova                                     | Nadejda Vassileva Natalija Koštić                         | Nikol Hristova Federica Grazioso Claudia-Gianina Dumitrescu Ingrid-Alexandra Radu                |
| 4 ottobre  | Izida Cup 2010 Dobrič, Bulgaria Terra rossa $10 000                                                                 | Camelia Hristea Ionela-Andreea Iova 6-0 2–6 [10-6]                   | Huliya Velieva Lyutfya Velieva                        | Nadejda Vassileva Natalija Koštić                         | Nikol Hristova Federica Grazioso Claudia-Gianina Dumitrescu Ingrid-Alexandra Radu                |
| 4 ottobre  | Torneo Internazionale Femminile Città di Cagliari 2010 Cagliari, Italia Terra rossa $10 000                         | Anne Schäfer 6-2 6-2                                                 | Francesca Mazzali                                     | Carolina Pillot Valentina Sulpizio                        | Carina Witthöft Eva Wacanno Anja Prislan Erika Zanchetta                                         |
| 4 ottobre  | Torneo Internazionale Femminile Città di Cagliari 2010 Cagliari, Italia Terra rossa $10 000                         | Elisa Salis Valentina Sulpizio Walkover                              | Mai Grage Eva Wacanno                                 | Carolina Pillot Valentina Sulpizio                        | Carina Witthöft Eva Wacanno Anja Prislan Erika Zanchetta                                         |
| 4 ottobre  | Sportama International Tennis Tournament 2010 Giacarta, Indonesia Cemento $10 000                                   | Sandy Gumulya 6-2 6-2                                                | Yang Zi                                               | Hong Seung-Yeon Grace Sari Ysidora                        | Kanika Vaidya Voni Darlina Cynthia Melita Aldila Sutjiadi                                        |
| 4 ottobre  | Sportama International Tennis Tournament 2010 Giacarta, Indonesia Cemento $10 000                                   | Sandy Gumulya Moe Kawatoko 7–6(3) 7-5                                | Chan Hao-Ching He Sirui                               | Hong Seung-Yeon Grace Sari Ysidora                        | Kanika Vaidya Voni Darlina Cynthia Melita Aldila Sutjiadi                                        |
| 4 ottobre  | Chang ITF Thailand Pro Circuit Nonthaburi 3 2010 Nonthaburi, Thailandia Cemento $10 000                             | Nungnadda Wannasuk 6-4 6-1                                           | Zhu Lin                                               | Luksika Kumkhum Nicha Lertpitaksinchai                    | Varatchaya Wongteanchai Yurina Koshino Chen Yi Chinami Ogi                                       |
| 4 ottobre  | Chang ITF Thailand Pro Circuit Nonthaburi 3 2010 Nonthaburi, Thailandia Cemento $10 000                             | Peangthan Pliphuech Nungnadda Wannasuk 7-5 6(4)–7 [11-9]             | Chen Yi Varatchaya Wongteanchai                       | Luksika Kumkhum Nicha Lertpitaksinchai                    | Varatchaya Wongteanchai Yurina Koshino Chen Yi Chinami Ogi                                       |
| 4 ottobre  | Londrina Tennis Cup 2010 Londrina, Brasile Terra rossa $10 000                                                      | Teliana Pereira 6-4 6-0                                              | Verónica Cepede Royg                                  | Vanesa Furlanetto Catalina Pella                          | Aranza Salut Marie Elise Casares Nathalia Rossi Fernanda Hermenegildo                            |
| 4 ottobre  | Londrina Tennis Cup 2010 Londrina, Brasile Terra rossa $10 000                                                      | Karen Emilia Castiblanco Duarte Camila Silva 6-4 6-3                 | Verónica Cepede Royg Vivian Segnini                   | Vanesa Furlanetto Catalina Pella                          | Aranza Salut Marie Elise Casares Nathalia Rossi Fernanda Hermenegildo                            |
| 4 ottobre  | ITF Women's Circuit Mexico City 2010 Città del Messico, Messico Cemento $10 000                                     | Yasmin Schnack 6-3 6-1                                               | Andrea Benitez                                        | Elizabeth Ferris Carolina Betancourt                      | Melissa Torres-Sandoval Tomoko Dokei Giovanna Manifacio Ivana King                               |
| 4 ottobre  | ITF Women's Circuit Mexico City 2010 Città del Messico, Messico Cemento $10 000                                     | Ivana King Yasmin Schnack 6(2)–7 6-3 [10-7]                          | Elizabeth Ferris Nicole Robinson                      | Elizabeth Ferris Carolina Betancourt                      | Melissa Torres-Sandoval Tomoko Dokei Giovanna Manifacio Ivana King                               |
| 4 ottobre  | Office du complex 5 juillet 3 2010 Algeri, Algeria Terra rossa $10 000                                              | Silvia Njirić 3–6 6-3 6-1                                            | Fatima El Allami                                      | Silvia Albano Ekaterina Nikitina                          | Marcella Koek Lina Bennani Amandine Cazeaux Jennifer Migan                                       |
| 4 ottobre  | Office du complex 5 juillet 3 2010 Algeri, Algeria Terra rossa $10 000                                              | Fatima El Allami Marcella Koek 6-4 6-3                               | Sophie Cornerotte Jennifer Migan                      | Silvia Albano Ekaterina Nikitina                          | Marcella Koek Lina Bennani Amandine Cazeaux Jennifer Migan                                       |
| 4 ottobre  | Kingsmill Resort Tournament 2010 Williamsburg, USA Terra rossa $10 000                                              | Lauren Davis 6-0 6-0                                                 | Līga Dekmeijere                                       | Angelina Gabueva Anna Mamalat                             | Brittany Agostoine Paulina Bigos Chanelle van Nguyen Lauren Herring                              |
| 4 ottobre  | Kingsmill Resort Tournament 2010 Williamsburg, USA Terra rossa $10 000                                              | Angelina Gabueva Svetlana Krivencheva 6-4 3–6 [10-8]                 | Salome Devidze Magda Okruashvili                      | Angelina Gabueva Anna Mamalat                             | Brittany Agostoine Paulina Bigos Chanelle van Nguyen Lauren Herring                              |
| 11 ottobre | Koddaert Ladies Open 2010 Torhout, Belgio Cemento $100 000+H                                                        | Yanina Wickmayer 6-3 6-2                                             | Simona Halep                                          | Andrea Hlaváčková Timea Bacsinszky                        | Mona Barthel Karolina Šprem Kiki Bertens Arantxa Rus                                             |
| 11 ottobre | Koddaert Ladies Open 2010 Torhout, Belgio Cemento $100 000+H                                                        | Timea Bacsinszky Tathiana Garbin 6-4 6-2                             | Michaëlla Krajicek Yanina Wickmayer                   | Andrea Hlaváčková Timea Bacsinszky                        | Mona Barthel Karolina Šprem Kiki Bertens Arantxa Rus                                             |
| 11 ottobre | USTA Tennis Classic of Troy 2010 Troy, USA Cemento $50 000                                                          | Rebecca Marino 6-1 6-2                                               | Ashley Weinhold                                       | Alexis King Irina Falconi                                 | Ahsha Rolle Laura Siegemund Sharon Fichman Lindsay Lee-Waters                                    |
| 11 ottobre | USTA Tennis Classic of Troy 2010 Troy, USA Cemento $50 000                                                          | Madison Brengle Asia Muhammad 6-2 6-4                                | Alina Židkova Laura Siegemund                         | Alexis King Irina Falconi                                 | Ahsha Rolle Laura Siegemund Sharon Fichman Lindsay Lee-Waters                                    |
| 11 ottobre | Open GDF SUEZ de Touraine 2010 Joué-lès-Tours, Francia Cemento $50 000                                              | Alison Riske 5–7 6-4 6-1                                             | Vesna Manasieva                                       | Jelena Dokić Tatjana Maria                                | Elica Kostova Audrey Bergot Stéphanie Cohen-Aloro Stéphanie Foretz Gacon                         |
| 11 ottobre | Open GDF SUEZ de Touraine 2010 Joué-lès-Tours, Francia Cemento $50 000                                              | Tatjana Maria Irena Pavlović 6-4 5–7 [10-8]                          | Stéphanie Cohen-Aloro Selima Sfar                     | Jelena Dokić Tatjana Maria                                | Elica Kostova Audrey Bergot Stéphanie Cohen-Aloro Stéphanie Foretz Gacon                         |
| 11 ottobre | City of Mount Gambier Blue Lake Women's Classic 2010 Mount Gambier, Australia Cemento $25 000                       | Erika Sema 6-2 6-3                                                   | Ana-Clara Duarte                                      | Ashleigh Barty Jade Hopper                                | Sophie Letcher Pemra Özgen Ashling Sumner Tammi Patterson                                        |
| 11 ottobre | City of Mount Gambier Blue Lake Women's Classic 2010 Mount Gambier, Australia Cemento $25 000                       | Alison Bai Ana-Clara Duarte Walkover                                 | Daniella Dominikovic Sandra Zaniewska                 | Ashleigh Barty Jade Hopper                                | Sophie Letcher Pemra Özgen Ashling Sumner Tammi Patterson                                        |
| 11 ottobre | Events Group ITF Women's Circuit 2010 Ain Elsokhna, Egitto Terra rossa $10 000                                      | Valentine Confalonieri 5-0 Reitred                                   | Iveta Gerlová                                         | Zuzana Zlochová Elizaveta Ianchuk                         | Galina Fokina Despina Papamichail Anna Shkudun Lucie Kriegsmannová                               |
| 11 ottobre | Events Group ITF Women's Circuit 2010 Ain Elsokhna, Egitto Terra rossa $10 000                                      | Iveta Gerlová Lucie Kriegsmannová 6-1 6-4                            | Valentine Confalonieri Dalila Jakupovič               | Zuzana Zlochová Elizaveta Ianchuk                         | Galina Fokina Despina Papamichail Anna Shkudun Lucie Kriegsmannová                               |
| 11 ottobre | Sport & Court Kharkiv Ladies Cup Sapronov Tennis Series 2010 Charkiv, Ucraina Sintetico $25 000                     | Oksana Kalašnikova 7-5 4–6 6-4                                       | Daria Kuchmina                                        | Sofia Shapatava Ganna Piven                               | Alizé Lim Polina Pekhova Oksana Pavlova Elina Svitolina                                          |
| 11 ottobre | Sport & Court Kharkiv Ladies Cup Sapronov Tennis Series 2010 Charkiv, Ucraina Sintetico $25 000                     | Ganna Piven Anastasіja Vasyl'jeva 6-4 6-4                            | Mihaela Buzărnescu Marina Šamajko                     | Sofia Shapatava Ganna Piven                               | Alizé Lim Polina Pekhova Oksana Pavlova Elina Svitolina                                          |
| 11 ottobre | ITF Women's Circuit Settimo San Pietro 2010 Settimo San Pietro, Italia Terra rossa $10 000                          | Anastasia Grymalska 4–6 6-2 7-5                                      | Karin Knapp                                           | Vanda Lukács Erika Zanchetta                              | Mai Grage Alice Moroni Lisa Sabino Federica Quercia                                              |
| 11 ottobre | ITF Women's Circuit Settimo San Pietro 2010 Settimo San Pietro, Italia Terra rossa $10 000                          | Sabrina Baumgarten Valeria Podda 7-5 6-0                             | Elisa Salis Valentina Sulpizio                        | Vanda Lukács Erika Zanchetta                              | Mai Grage Alice Moroni Lisa Sabino Federica Quercia                                              |
| 11 ottobre | GD Tennis Cup 2010 Adalia, Turchia Terra rossa $10 000                                                              | Cristina Dinu 6-3 6-3                                                | Barbara Sobaszkiewicz                                 | Vlada Ėkšibarova Lesley Kerkhove                          | Viktorija Tomova Chantal Škamlová Karin Morgosová Sofija Kovalec                                 |
| 11 ottobre | GD Tennis Cup 2010 Adalia, Turchia Terra rossa $10 000                                                              | Chantal Škamlová Nikola Vajdová 6-1 6-3                              | Başak Eryadın Camilla Rosatello                       | Vlada Ėkšibarova Lesley Kerkhove                          | Viktorija Tomova Chantal Škamlová Karin Morgosová Sofija Kovalec                                 |
| 11 ottobre | ITF Women's Circuit Pattaya 2010 Pattaya, Thailandia Cemento $10 000                                                | Luksika Kumkhum 6-4 6-3                                              | Emma Flood                                            | Chen Yi Zhu Lin                                           | Hirono Watanabe Nicha Lertpitaksinchai Katherine Westbury Nicole Rottmann                        |
| 11 ottobre | ITF Women's Circuit Pattaya 2010 Pattaya, Thailandia Cemento $10 000                                                | Chen Yi Varatchaya Wongteanchai 7-5 6-2                              | Ting-Fei Juan Zhu Lin                                 | Chen Yi Zhu Lin                                           | Hirono Watanabe Nicha Lertpitaksinchai Katherine Westbury Nicole Rottmann                        |
| 11 ottobre | Future Helvetia Feminino 2010 San Paolo, Brasile Terra rossa $10 000                                                | Roxane Vaisemberg 7–6(7) 4–6 6-4                                     | Catalina Pella                                        | Carla Lucero Teliana Pereira                              | Aranza Salut Nathalia Rossi Fernanda Hermenegildo Vanesa Furlanetto                              |
| 11 ottobre | Future Helvetia Feminino 2010 San Paolo, Brasile Terra rossa $10 000                                                | Monique Albuquerque Vivian Segnini 6-4 6-4                           | Nathalia Rossi Barbara Rush                           | Carla Lucero Teliana Pereira                              | Aranza Salut Nathalia Rossi Fernanda Hermenegildo Vanesa Furlanetto                              |
| 11 ottobre | Bluesun Bol Ladies Open 2010 Bol, Croazia Terra rossa $10 000                                                       | Dijana Banoveć 6-0 6-0                                               | Martina Gledacheva                                    | Vivienne Vierin Ingrid-Alexandra Radu                     | Paola Cigui Anja Prislan Katarzyna Kawa Dejana Raickovic                                         |
| 11 ottobre | Bluesun Bol Ladies Open 2010 Bol, Croazia Terra rossa $10 000                                                       | Katarzyna Kawa Natalia Kołat 5–7 6-4 [10-8]                          | Anja Prislan Eva Wacanno                              | Vivienne Vierin Ingrid-Alexandra Radu                     | Paola Cigui Anja Prislan Katarzyna Kawa Dejana Raickovic                                         |
| 11 ottobre | Torneo Internacional Copa Club Villa 2010 Lima, Perù Terra rossa $10 000                                            | Lucía Jara-Lozano 6(4)–7 6-3 6-3                                     | Maria Fernanda Alves                                  | Patricia Iveth Ku Flores Katherine Gabriela Miranda-Chang | Nataly Yoo Guadalupe Perez Rojas Ingrid Esperanza Vargas Calvo Andrea Koch-Benvenuto             |
| 11 ottobre | Torneo Internacional Copa Club Villa 2010 Lima, Perù Terra rossa $10 000                                            | Maria Fernanda Alves Isabela Miro 6-4 6-4                            | Karen Emilia Castiblanco Duarte Andrea Koch-Benvenuto | Patricia Iveth Ku Flores Katherine Gabriela Miranda-Chang | Nataly Yoo Guadalupe Perez Rojas Ingrid Esperanza Vargas Calvo Andrea Koch-Benvenuto             |
| 18 ottobre | Open International de Saint-Raphaël 2010 Saint-Raphaël, Francia Cemento $50 000                                     | Alison Riske 6-4 6-2                                                 | Urszula Radwańska                                     | Laura Pous Tió Tatjana Maria                              | Claire Feuerstein Karolina Šprem Stéphanie Foretz Gacon Vesna Manasieva                          |
| 18 ottobre | Open International de Saint-Raphaël 2010 Saint-Raphaël, Francia Cemento $50 000                                     | Sandra Klemenschits Tatjana Maria 6-2 6-4                            | Estrella Cabeza-Candela Laura Pous Tió                | Laura Pous Tió Tatjana Maria                              | Claire Feuerstein Karolina Šprem Stéphanie Foretz Gacon Vesna Manasieva                          |
| 18 ottobre | Rock Hill Rocks Open 2010 Rock Hill, USA Cemento $25 000                                                            | Camila Giorgi 6-3 6-4                                                | Irina Falconi                                         | Lauren Albanese Jelena Pandžić                            | Caitlin Whoriskey Sharon Fichman Grace Min Krista Hardebeck                                      |
| 18 ottobre | Rock Hill Rocks Open 2010 Rock Hill, USA Cemento $25 000                                                            | Maria Fernanda Alves Mariana Duque Mariño 6-1 4–6 [10-4]             | Sanaz Marand Caitlin Whoriskey                        | Lauren Albanese Jelena Pandžić                            | Caitlin Whoriskey Sharon Fichman Grace Min Krista Hardebeck                                      |
| 18 ottobre | AEGON Pro Series Glasgow 2010 Glasgow, Gran Bretagna Cemento $25 000                                                | Karolína Plíšková 3–6 6-0 6-3                                        | Eirini Georgatou                                      | Naomi Broady Magali de Lattre                             | Valerija Savinych Audrey Bergot Irina Begu Tara Moore                                            |
| 18 ottobre | AEGON Pro Series Glasgow 2010 Glasgow, Gran Bretagna Cemento $25 000                                                | Karen Barbat Julia Mayr Walkover                                     | Eirini Georgatou Valerija Savinych                    | Naomi Broady Magali de Lattre                             | Valerija Savinych Audrey Bergot Irina Begu Tara Moore                                            |
| 18 ottobre | Internacionales de Andalucía Femeninos 2010 Siviglia, Spagna Terra rossa $10 000                                    | Karin Knapp 6-0 6-1                                                  | Andrea Gámiz                                          | Eva Fernández-Brugués Anastasia Grymalska                 | Pilar Domínguez-López Federica Quercia Amanda Carreras Arabela Fernandez-Rabener                 |
| 18 ottobre | Internacionales de Andalucía Femeninos 2010 Siviglia, Spagna Terra rossa $10 000                                    | Pilar Domínguez-López Shelia Solsona-Carcasona 7–6(2) 6-2            | Morgane Pons Alice Tisset                             | Eva Fernández-Brugués Anastasia Grymalska                 | Pilar Domínguez-López Federica Quercia Amanda Carreras Arabela Fernandez-Rabener                 |
| 18 ottobre | Dubrovnik Open 2010 Ragusa, Croazia Terra rossa $10 000                                                             | Diana Enache 6-3 7-5                                                 | Vivienne Vierin                                       | Dijana Banoveć Martina Gledacheva                         | Nataša Zorić Paola Cigui Katarzyna Kawa Danka Kovinić                                            |
| 18 ottobre | Dubrovnik Open 2010 Ragusa, Croazia Terra rossa $10 000                                                             | Raluca Elena Platon Ingrid-Alexandra Radu 1–6 6-1 [10-6]             | Elora Dabija Nataša Zorić                             | Dijana Banoveć Martina Gledacheva                         | Nataša Zorić Paola Cigui Katarzyna Kawa Danka Kovinić                                            |
| 18 ottobre | GD Tennis Cup 2010 Adalia, Turchia Terra rossa $10 000                                                              | Cristina Dinu 6-2 6-2                                                | Polina Vinogradova                                    | Nicola Slater Vlada Ėkšibarova                            | Sofija Kovalec Korina Perkovic Nikola Vajdová Isabella Šinikova                                  |
| 18 ottobre | GD Tennis Cup 2010 Adalia, Turchia Terra rossa $10 000                                                              | Cristina Dinu Ionela-Andreea Iova 1–6 6-2 [10-7]                     | Vlada Ėkšibarova Barbara Sobaszkiewicz                | Nicola Slater Vlada Ėkšibarova                            | Sofija Kovalec Korina Perkovic Nikola Vajdová Isabella Šinikova                                  |
| 18 ottobre | ITF Women's Circuit 2010 Yeongwol, Corea del Sud Cemento $10 000                                                    | Kim Kun-hee 7-5 1–2 Retired                                          | Kim Na Ri                                             | Kim Sun-Jung Kim Hae-Sung                                 | Hong Hyun-Hui Kim Jung-Eun Yumi Nakano Kang Seo-Kyung                                            |
| 18 ottobre | ITF Women's Circuit 2010 Yeongwol, Corea del Sud Cemento $10 000                                                    | Kim Ji-Young Kim Jung-Eun 3–6 7-5 [10-7]                             | Kim Kun-hee Kim Na Ri                                 | Kim Sun-Jung Kim Hae-Sung                                 | Hong Hyun-Hui Kim Jung-Eun Yumi Nakano Kang Seo-Kyung                                            |
| 18 ottobre | Aberto de Santa Maria 2010 Santa Maria do Herval, Brasile Terra rossa $10 000                                       | Roxane Vaisemberg 6-3 6-4                                            | Fernanda Brito                                        | Natasha Lotuffo Verónica Cepede Royg                      | Eduarda Piai Liz Bogarin Koehler Bogarin Isabella Robbiani Daniela Seguel                        |
| 18 ottobre | Aberto de Santa Maria 2010 Santa Maria do Herval, Brasile Terra rossa $10 000                                       | Verónica Cepede Royg Vivian Segnini Walkover                         | Natasha Lotuffo Roxane Vaisemberg                     | Natasha Lotuffo Verónica Cepede Royg                      | Eduarda Piai Liz Bogarin Koehler Bogarin Isabella Robbiani Daniela Seguel                        |
| 18 ottobre | Events Group ITF Women's Circuit 2010 Ain Elsokhna, Egitto Terra rossa $10 000                                      | Alexandra Cadanțu 6-2 6-3                                            | Zuzana Zlochová                                       | Réka-Luca Jani Vivien Juhászová                           | Elyne Boeykens Lucie Kriegsmannová Elizaveta Ianchuk Martina Kubičíková                          |
| 18 ottobre | Events Group ITF Women's Circuit 2010 Ain Elsokhna, Egitto Terra rossa $10 000                                      | Iveta Gerlová Lucie Kriegsmannová 6-3 3–6 [10-8]                     | Réka-Luca Jani Martina Kubičíková                     | Réka-Luca Jani Vivien Juhászová                           | Elyne Boeykens Lucie Kriegsmannová Elizaveta Ianchuk Martina Kubičíková                          |
| 18 ottobre | ITF Women's Circuit Monastir 2010 Monastir, Tunisia Cemento $10 000                                                 | Martina Borecká 7-5 6-1                                              | Jana Čepelová                                         | Ons Jabeur Nour Abbes                                     | Stéphanie Vongsouthi Alice Savoretti Ghislaine van Baal Océane Adam                              |
| 18 ottobre | ITF Women's Circuit Monastir 2010 Monastir, Tunisia Cemento $10 000                                                 | Irina Glimakova Polina Monova 6-2 1–6 [10-7]                         | Jovana Jakšić Sasha Khabibulina                       | Ons Jabeur Nour Abbes                                     | Stéphanie Vongsouthi Alice Savoretti Ghislaine van Baal Océane Adam                              |
| 18 ottobre | ITF Women's Circuit Khon Kaen 2010 Khon Kaen, Thailandia Cemento $10 000                                            | Zhu Lin 6-3 6-2                                                      | Luksika Kumkhum                                       | Maya Kato Peangthan Pliphuech                             | Alisa Danilova Nicole Rottmann Katherine Westbury Kamonwan Buayam                                |
| 18 ottobre | ITF Women's Circuit Khon Kaen 2010 Khon Kaen, Thailandia Cemento $10 000                                            | Luksika Kumkhum Varatchaya Wongteanchai 6-4 7-5                      | Trang Huynh Phuong Dai Maya Kato                      | Maya Kato Peangthan Pliphuech                             | Alisa Danilova Nicole Rottmann Katherine Westbury Kamonwan Buayam                                |
| 18 ottobre | ITF Women's Circuit Acre 2010br> San Giovanni d'Acri, Israele Cemento $10 000                                       | Julia Glushko 6-2 6-2                                                | Julia Kimmelmann                                      | Zuzana Linhová Gally de Wael                              | Valeria Patiuk Deniz Khazaniuk Diana Isaeva Janina Toljan                                        |
| 18 ottobre | ITF Women's Circuit Acre 2010br> San Giovanni d'Acri, Israele Cemento $10 000                                       | Julia Glushko Janina Toljan 6-2 6-2                                  | Gally de Wael Zuzana Linhová                          | Zuzana Linhová Gally de Wael                              | Valeria Patiuk Deniz Khazaniuk Diana Isaeva Janina Toljan                                        |
| 18 ottobre | Governor's Cup Lagos 2010 Lagos, Nigeria Cemento $25 000                                                            | Zuzana Kučová 6-2 6-0                                                | Nathalie Piquion                                      | Melanie Klaffner Dalila Jakupovič                         | Karolina Nowak Gail Brodsky Conny Perrin Nina Bratčikova                                         |
| 18 ottobre | Governor's Cup Lagos 2010 Lagos, Nigeria Cemento $25 000                                                            | Nina Bratčikova Agnes Szatmari 6-4 6-3                               | Anna Brazhnikova Anastasia Mukhametova                | Melanie Klaffner Dalila Jakupovič                         | Karolina Nowak Gail Brodsky Conny Perrin Nina Bratčikova                                         |
| 25 ottobre | Internationaux Féminins de la Vienne 2010 Poitiers, Francia Cemento $100 000                                        | Sofia Arvidsson 6-2 7–6(4)                                           | Pauline Parmentier                                    | Karolina Šprem Petra Kvitová                              | Regina Kulikova Stéphanie Foretz Gacon Anne Kremer Magdaléna Rybáriková                          |
| 25 ottobre | Internationaux Féminins de la Vienne 2010 Poitiers, Francia Cemento $100 000                                        | Lucie Hradecká Renata Voráčová 6(5)–7 6-2 [10-5]                     | Akgul Amanmuradova Kristina Barrois                   | Karolina Šprem Petra Kvitová                              | Regina Kulikova Stéphanie Foretz Gacon Anne Kremer Magdaléna Rybáriková                          |
| 25 ottobre | ITF Women's Circuit Cairo 2010 Il Cairo, Egitto Terra rossa $25 000                                                 | Stephanie Vogt 6-1 6-3                                               | Maša Zec Peškirič                                     | Maria João Koehler Kristína Kučová                        | Réka-Luca Jani Michaela Pochabová Margalita Chakhnašvili Nanuli Pipiya                           |
| 25 ottobre | ITF Women's Circuit Cairo 2010 Il Cairo, Egitto Terra rossa $25 000                                                 | Réka-Luca Jani Martina Kubičíková 6(4)–7 6-1 [11-9]                  | Stephanie Vogt Maša Zec Peškirič                      | Maria João Koehler Kristína Kučová                        | Réka-Luca Jani Michaela Pochabová Margalita Chakhnašvili Nanuli Pipiya                           |
| 25 ottobre | Governor's Cup Lagos 2 2010 Lagos, Nigeria Cemento $25 000                                                          | Nina Bratčikova 7-5 6-1                                              | Zuzana Kučová                                         | Agnes Szatmari Nathalie Piquion                           | Anastasia Mukhametova Melanie Klaffner Conny Perrin Karolina Kosińska                            |
| 25 ottobre | Governor's Cup Lagos 2 2010 Lagos, Nigeria Cemento $25 000                                                          | Melanie Klaffner Karolina Kosińska 3–6 7-5 [10-7]                    | Nina Bratčikova Agnes Szatmari                        | Agnes Szatmari Nathalie Piquion                           | Anastasia Mukhametova Melanie Klaffner Conny Perrin Karolina Kosińska                            |
| 25 ottobre | Puerto Rico Women's Challenger 2010 Bayamón, Porto Rico Cemento $25 000                                             | Lauren Davis 7–6(5) 6-4                                              | Madison Keys                                          | María Irigoyen Johanna Konta                              | Sloane Stephens Tamaryn Hendler Lauren Albanese Julia Cohen                                      |
| 25 ottobre | Puerto Rico Women's Challenger 2010 Bayamón, Porto Rico Cemento $25 000                                             | Maria Fernanda Alves Marie-Ève Pelletier 7–6(5) 6-4                  | María Irigoyen Florencia Molinero                     | María Irigoyen Johanna Konta                              | Sloane Stephens Tamaryn Hendler Lauren Albanese Julia Cohen                                      |
| 25 ottobre | Republican Girls 2010 Istanbul, Turchia Cemento $25 000                                                             | Iryna Kurjanovič 3–6 6-1 7-5                                         | Andrea Hlaváčková                                     | Ekaterina Byčkova Dar'ja Kustova                          | Silvia Njirić Ana Vrljić Karolína Plíšková Magali de Lattre                                      |
| 25 ottobre | Republican Girls 2010 Istanbul, Turchia Cemento $25 000                                                             | Oksana Kalašnikova Marta Sirotkina 6-3 6-1                           | Ekaterina Byčkova Dar'ja Kustova                      | Ekaterina Byčkova Dar'ja Kustova                          | Silvia Njirić Ana Vrljić Karolína Plíšková Magali de Lattre                                      |
| 25 ottobre | Torneo Internacional de Tenis Sant Cugat 2010 Sant Cugat del Vallès, Spagna Terra rossa $10 000                     | Benedetta Davato 6-4 3–6 6-2                                         | Federica Quercia                                      | Iveta Dapkutė Karin Knapp                                 | Diana Stomlega Laura Ubeda López Georgina García-Pérez Yevgeniya Kryvoruchko                     |
| 25 ottobre | Torneo Internacional de Tenis Sant Cugat 2010 Sant Cugat del Vallès, Spagna Terra rossa $10 000                     | Ivonne Cavalle-Reimers Carmen López-Rueda 6-3 7-5                    | Desiree Schelenz Yana Sizikova                        | Iveta Dapkutė Karin Knapp                                 | Diana Stomlega Laura Ubeda López Georgina García-Pérez Yevgeniya Kryvoruchko                     |
| 25 ottobre | Jamnica Babin Kuk 2010 Ragusa, Croazia Terra rossa $10 000                                                          | Klaudia Boczová 6-3 7-5                                              | Nataša Zorić                                          | Diana Enache Dijana Banoveć                               | Andreea Văideanu Jasmina Kajtazović Darina Sedenková Elora Dabija                                |
| 25 ottobre | Jamnica Babin Kuk 2010 Ragusa, Croazia Terra rossa $10 000                                                          | Diana Enache Andreea Văideanu 6-3 6-2                                | Olga Brózda Natalia Kołat                             | Diana Enache Dijana Banoveć                               | Andreea Văideanu Jasmina Kajtazović Darina Sedenková Elora Dabija                                |
| 25 ottobre | Torneo Clube de Tenis de Vila Real de Santo Antonio 2010 Vila Real de Santo António, Portogallo Terra rossa $10 000 | Anastasia Grymalska 6-1 7-5                                          | Lena-Marie Hofmann                                    | Marcella Koek Morgane Pons                                | Arabela Fernandez-Rabener Pilar Domínguez-López Petra Krejsová Alice Tisset                      |
| 25 ottobre | Torneo Clube de Tenis de Vila Real de Santo Antonio 2010 Vila Real de Santo António, Portogallo Terra rossa $10 000 | Alice Balducci Anastasia Grymalska 6-2 6-3                           | Morgane Pons Alice Tisset                             | Marcella Koek Morgane Pons                                | Arabela Fernandez-Rabener Pilar Domínguez-López Petra Krejsová Alice Tisset                      |
| 25 ottobre | ITF Women's Circuit Yeongwol 2010 Yeongwol, Corea del Sud Cemento $10 000                                           | Kim Ji-Young 7-6(1) 6-3                                              | Kang Seo-Kyung                                        | Kim Kun-hee Jeong Yoon-Young                              | Jang Su Jeong Anaeve Pain Kim Hae-Sung Lee Hye-Min                                               |
| 25 ottobre | ITF Women's Circuit Yeongwol 2010 Yeongwol, Corea del Sud Cemento $10 000                                           | Ham Mi-Rae Jeong Yoon-Young 6-3 2–6 [10-4]                           | Kang Seo-Kyung Lee Hye-Min                            | Kim Kun-hee Jeong Yoon-Young                              | Jang Su Jeong Anaeve Pain Kim Hae-Sung Lee Hye-Min                                               |
| 25 ottobre | Dr Ernesto Amaya 2010 Bogotà, Colombia Terra rossa $10 000                                                          | Adriana Pérez 6-1 1–6 6-1                                            | Karen Emilia Castiblanco Duarte                       | Daniela Seguel Melissa Bolívar                            | Andrea Koch-Benvenuto Patricia Iveth Ku Flores Alexandra Moreno-Kaste Mariana Demichelli Vergara |
| 25 ottobre | Dr Ernesto Amaya 2010 Bogotà, Colombia Terra rossa $10 000                                                          | Karen Emilia Castiblanco Duarte Andrea Koch-Benvenuto 1–6 6-3 [10-6] | Fernanda Brito Daniela Seguel                         | Daniela Seguel Melissa Bolívar                            | Andrea Koch-Benvenuto Patricia Iveth Ku Flores Alexandra Moreno-Kaste Mariana Demichelli Vergara |
| 25 ottobre | OEC Taipei Ladies Open 2010 Taipei, Taiwan Cemento $10 000                                                          | Zheng Saisai 6-3 6-3                                                 | Zhang Ling                                            | Chan Chin-wei Chen Yi                                     | Yumi Nakano Liu Shaozhuo Hsieh Su-wei Chen Lu-Ling                                               |
| 25 ottobre | OEC Taipei Ladies Open 2010 Taipei, Taiwan Cemento $10 000                                                          | Kao Shao-Yuan Qiang Wang 6-3 7–6(2)                                  | Ting-Fei Juan Zheng Saisai                            | Chan Chin-wei Chen Yi                                     | Yumi Nakano Liu Shaozhuo Hsieh Su-wei Chen Lu-Ling                                               |
| 25 ottobre | Itu Women Future 2010 Itu, Brasile Terra rossa $10 000                                                              | Nathalia Rossi 6-4 6-4                                               | Barbara Rush                                          | Vivian Segnini Isabella Robbiani                          | Nathaly Kurata Teliana Pereira Catalina López Eduarda Piai                                       |
| 25 ottobre | Itu Women Future 2010 Itu, Brasile Terra rossa $10 000                                                              | Gabriela Cé Vivian Segnini 6-0 6-4                                   | Flavia Dechandt Araujo Carla Forte                    | Vivian Segnini Isabella Robbiani                          | Nathaly Kurata Teliana Pereira Catalina López Eduarda Piai                                       |
| 25 ottobre | ITF Women's Circuit Kuching 2010 Kuching, Malaysia Cemento $10 000                                                  | Sabina Sharipova 6-4 6-3                                             | Sandy Gumulya                                         | Élodie Rogge-Dietrich Piia Suomalainen                    | Ivana King Rushmi Chakravarthi Jessica Sabeshinskaja Nicole Rottmann                             |
| 25 ottobre | ITF Women's Circuit Kuching 2010 Kuching, Malaysia Cemento $10 000                                                  | Sandy Gumulya Sabina Sharipova 6-3 6-2                               | Rushmi Chakravarthi Élodie Rogge-Dietrich             | Élodie Rogge-Dietrich Piia Suomalainen                    | Ivana King Rushmi Chakravarthi Jessica Sabeshinskaja Nicole Rottmann                             |
| 25 ottobre | ITF Women's Circuit Monastir 2010 Monastir, Tunisia Cemento $10 000                                                 | Jana Čepelová 6-2 6-2                                                | Diāna Marcinkēviča                                    | Ons Jabeur Bernice van de Velde                           | Alice Savoretti Diana Arutyunova Kimberley Cassar Martina Caciotti                               |
| 25 ottobre | ITF Women's Circuit Monastir 2010 Monastir, Tunisia Cemento $10 000                                                 | Kim Kilsdonk Nicolette van Uitert 6-3 6-2                            | Indra Bigi Nicole Clerico                             | Ons Jabeur Bernice van de Velde                           | Alice Savoretti Diana Arutyunova Kimberley Cassar Martina Caciotti                               |

## Novembre
| Settimana   | Torneo                                                                                 | Vincitrice                                                     | Finalista                                             | Semifinalie                                           | Quarti di finale                                                                      |
| ----------- | -------------------------------------------------------------------------------------- | -------------------------------------------------------------- | ----------------------------------------------------- | ----------------------------------------------------- | ------------------------------------------------------------------------------------- |
| 1º novembre | OEC Taipei Ladies Open 2010 Taipei, Taiwan Sintetico $100 000+H                        | Peng Shuai 6-1 6-4                                             | Ayumi Morita                                          | Jarmila Groth Tamarine Tanasugarn                     | Chang Kai-chen Qiang Wang Bojana Jovanovski Junri Namigata                            |
| 1º novembre | OEC Taipei Ladies Open 2010 Taipei, Taiwan Sintetico $100 000+H                        | Chang Kai-chen Chuang Chia-jung 6-4 6-2                        | Hsieh Su-wei Sania Mirza                              | Jarmila Groth Tamarine Tanasugarn                     | Chang Kai-chen Qiang Wang Bojana Jovanovski Junri Namigata                            |
| 1º novembre | Grapevine Women's Tennis Classic 2010 Grapevine, USA Cemento $50 000                   | Varvara Lepchenko 7-6(1) 6-4                                   | Jamie Hampton                                         | Alexandra Stevenson Madison Brengle                   | Anna Tatišvili Elena Kulikova Ajla Tomljanović Ahsha Rolle                            |
| 1º novembre | Grapevine Women's Tennis Classic 2010 Grapevine, USA Cemento $50 000                   | Ahsha Rolle Mashona Washington 5–7 6-2 [11-9]                  | Julie Ditty Chanelle Scheepers                        | Alexandra Stevenson Madison Brengle                   | Anna Tatišvili Elena Kulikova Ajla Tomljanović Ahsha Rolle                            |
| 1º novembre | Tevlin Challenger 2010 Toronto, Canada Cemento $50 000                                 | Heather Watson 6-3 6-3                                         | Alizé Lim                                             | Rebecca Marino Sloane Stephens                        | Caroline Garcia Carol Zhao Lauren Albanese Jelena Pandžić                             |
| 1º novembre | Tevlin Challenger 2010 Toronto, Canada Cemento $50 000                                 | Gabriela Dabrowski Sharon Fichman 6-4 6-0                      | Brittany Agostoine Alexandra Mueller                  | Rebecca Marino Sloane Stephens                        | Caroline Garcia Carol Zhao Lauren Albanese Jelena Pandžić                             |
| 1º novembre | ITF Bueschl Open 2010 Ismaning, Germania Sintetico $50 000+H                           | Urszula Radwańska 7-5 6-4                                      | Andrea Hlaváčková                                     | Kristina Barrois Tatjana Maria                        | Naomi Cavaday Annika Beck Regina Kulikova Julia Schruff                               |
| 1º novembre | ITF Bueschl Open 2010 Ismaning, Germania Sintetico $50 000+H                           | Kristina Barrois Anna-Lena Grönefeld 6-1 7–6(3)                | Tetjana Arefyeva Juliana Fedak                        | Kristina Barrois Tatjana Maria                        | Naomi Cavaday Annika Beck Regina Kulikova Julia Schruff                               |
| 1º novembre | Open GDF SUEZ Nantes Atlantique 2010 Nantes, Francia Cemento $50 000+H                 | Lucie Hradecká 6-3 6-1                                         | Valerija Savinych                                     | Ioana Raluca Olaru Stéphanie Foretz Gacon             | Renata Voráčová Séverine Beltrame Mervana Jugić-Salkić Anaïs Laurendon                |
| 1º novembre | Open GDF SUEZ Nantes Atlantique 2010 Nantes, Francia Cemento $50 000+H                 | Anne Keothavong Anna Smith 5–7 6-1 [10-6]                      | Mervana Jugić-Salkić Darija Jurak                     | Ioana Raluca Olaru Stéphanie Foretz Gacon             | Renata Voráčová Séverine Beltrame Mervana Jugić-Salkić Anaïs Laurendon                |
| 1º novembre | Gold Fields St Ives Tennis International 2010 Kalgoorlie Australia Cemento $25 000     | Julia Glushko 6-1 6-2                                          | Isabella Holland                                      | Jessica Moore Sacha Jones                             | Melanie South Irina Begu Olivia Rogowska Çağla Büyükakçay                             |
| 1º novembre | Gold Fields St Ives Tennis International 2010 Kalgoorlie Australia Cemento $25 000     | Daniella Dominikovic Jessica Moore 6-4 2–6 [10-6]              | Tímea Babos Monika Wejnert                            | Jessica Moore Sacha Jones                             | Melanie South Irina Begu Olivia Rogowska Çağla Büyükakçay                             |
| 1º novembre | ITF Women's Circuit Bogotá 2010 Bogotà, Colombia Terra rossa $10 000                   | Yuliana Lizarazo 6-1 7-6(1)                                    | Nataly Yoo                                            | Andrea Koch-Benvenuto Karen Emilia Castiblanco Duarte | Patricia Iveth Ku Flores Karina Souza Gabriela Coglitore Fernanda Brito               |
| 1º novembre | ITF Women's Circuit Bogotá 2010 Bogotà, Colombia Terra rossa $10 000                   | Yuliana Lizarazo Adriana Pérez 6-2 7–6(5)                      | Karen Emilia Castiblanco Duarte Andrea Koch-Benvenuto | Andrea Koch-Benvenuto Karen Emilia Castiblanco Duarte | Patricia Iveth Ku Flores Karina Souza Gabriela Coglitore Fernanda Brito               |
| 1º novembre | Smart ITF Women's Circuit 2010 Manila, Filippine Cemento $10 000                       | Piia Suomalainen 6-3 6-3                                       | Luksika Kumkhum                                       | Katharina Lehnert Gally de Wael                       | Nungnadda Wannasuk Peangthan Pliphuech Chanelle van Nguyen Élodie Rogge-Dietrich      |
| 1º novembre | Smart ITF Women's Circuit 2010 Manila, Filippine Cemento $10 000                       | Yang Zhaoxuan Zhu Lin 6-4 6(5)–7 [10-7]                        | Kim Ji-Young Kim Jin-Hee                              | Katharina Lehnert Gally de Wael                       | Nungnadda Wannasuk Peangthan Pliphuech Chanelle van Nguyen Élodie Rogge-Dietrich      |
| 1º novembre | ITF Women's Circuit Cariló 2010 Cariló, Argentina Terra rossa $10 000                  | Vanesa Furlanetto 6-3 6-3                                      | Carla Lucero                                          | Lucía Jara-Lozano Tatiana Búa                         | Florencia di Biasi Karolina Nowak Luciana Sarmenti Camila Silva                       |
| 1º novembre | ITF Women's Circuit Cariló 2010 Cariló, Argentina Terra rossa $10 000                  | Vanesa Furlanetto Camila Silva 6-2 6-1                         | Lucía Jara-Lozano Luciana Sarmenti                    | Lucía Jara-Lozano Tatiana Búa                         | Florencia di Biasi Karolina Nowak Luciana Sarmenti Camila Silva                       |
| 1º novembre | ITF Women's Circuit Maiorca 2010 Maiorca, Spagna Terra rossa $10 000                   | Lara Arruabarrena-Vecino 6-3 6-3                               | Sandra Soler-Sola                                     | Katerina Vanková Ines Ferrer-Suárez                   | Arabela Fernandez-Rabener Maria João Koehler Carmen López-Rueda Gioia Barbieri        |
| 1º novembre | ITF Women's Circuit Maiorca 2010 Maiorca, Spagna Terra rossa $10 000                   | Lara Arruabarreno-Vecino Ines Ferrer-Suárez 7-5 6-2            | Maria João Koehler Avgusta Tsybysheva                 | Katerina Vanková Ines Ferrer-Suárez                   | Arabela Fernandez-Rabener Maria João Koehler Carmen López-Rueda Gioia Barbieri        |
| 1º novembre | AEGON Pro Series Sunderland 2010 Sunderland, Gran Bretagna Cemento $10 000             | Anna Fitzpatrick 6-2 3–6 7-5                                   | Samantha Murray                                       | Justyna Jegiołka Jocelyn Rae                          | Katharina Holert Yasmin Clarke Nikola Franková Samantha Vickers                       |
| 1º novembre | AEGON Pro Series Sunderland 2010 Sunderland, Gran Bretagna Cemento $10 000             | Amanda Elliott Anna Fitzpatrick 6-2 6-3                        | Tara Moore Francesca Stephenson                       | Justyna Jegiołka Jocelyn Rae                          | Katharina Holert Yasmin Clarke Nikola Franková Samantha Vickers                       |
| 1º novembre | Stockholm Ladies 2010 Stoccolma, Svezia Cemento $10 000                                | Michaela Hončová 6-4 6(5)–7 6-3                                | Anna Brazhnikova                                      | Diāna Marcinkēviča Syna Kayser                        | Stéphanie Vongsouthi Caroline Rohde-Moe Alison van Uytvanck Lara Michel               |
| 1º novembre | Stockholm Ladies 2010 Stoccolma, Svezia Cemento $10 000                                | Xenia Knoll Lara Michel 6-3 6-3                                | Karen Barbat Anna Brazhnikova                         | Diāna Marcinkēviča Syna Kayser                        | Stéphanie Vongsouthi Caroline Rohde-Moe Alison van Uytvanck Lara Michel               |
| 1º novembre | GD Tennis Cup 2010 Adalia, Turchia Cemento $10 000                                     | Marta Sirotkina 6-2 6-0                                        | Martina Balogová                                      | Lesley Kerkhove Vlada Ėkšibarova                      | Émilie Bacquet Andreea Mitu Klaudia Boczová Nicola Slater                             |
| 1º novembre | GD Tennis Cup 2010 Adalia, Turchia Cemento $10 000                                     | Nigina Abduraimova Martina Sirtokina 3–6 6-1 [10-7]            | Julija Samuseva Ekaterina Yakovleva                   | Lesley Kerkhove Vlada Ėkšibarova                      | Émilie Bacquet Andreea Mitu Klaudia Boczová Nicola Slater                             |
| 1º novembre | MTB Bank 2010 Minsk, Bielorussia Carpet $10 000                                        | Anastasіja Vasyl'jeva 6-4 4–6 6-3                              | Evgenija Paškova                                      | Polina Pekhova Aljaksandra Sasnovič                   | Margarita Gasparjan Tatiana Kotelnikova Polina Vinogradova Lіdzіja Marozava           |
| 1º novembre | MTB Bank 2010 Minsk, Bielorussia Carpet $10 000                                        | Evgenija Paškova Maria Zharkova 5–7 7-5 [12-10]                | Oksana Pavlova Ekaterina Jašina                       | Polina Pekhova Aljaksandra Sasnovič                   | Margarita Gasparjan Tatiana Kotelnikova Polina Vinogradova Lіdzіja Marozava           |
| 1º novembre | ITF Women's La Marsa 2010 La Marsa, Tunisia Terra rossa $10 000                        | Amanda Carreras 7–6(4) 6-0                                     | Erika Zanchetta                                       | Sofija Kovalec Zuzana Linhová                         | Sarah-Rebecca Sekulic Marina Kachar Lena-Marie Hofmann Federica Grazioso              |
| 1º novembre | ITF Women's La Marsa 2010 La Marsa, Tunisia Terra rossa $10 000                        | Amanda Carreras Shelia Solsona-Carcasona 6-4 7-5               | Ximena Hermoso Ivette López                           | Sofija Kovalec Zuzana Linhová                         | Sarah-Rebecca Sekulic Marina Kachar Lena-Marie Hofmann Federica Grazioso              |
| 8 novembre  | Goldwater Women's Tennis Classic 2010 Phoenix, USA Cemento $75 000                     | Varvara Lepchenko 6-3 7–6(5)                                   | Melanie Oudin                                         | Anna Tatišvili Irina Falconi                          | Jamie Hampton Heidi El Tabakh Christina McHale María Irigoyen                         |
| 8 novembre  | Goldwater Women's Tennis Classic 2010 Phoenix, USA Cemento $75 000                     | Tetjana Lužans'ka Coco Vandeweghe 7-5 6-4                      | Julia Boserup Sloane Stephens                         | Anna Tatišvili Irina Falconi                          | Jamie Hampton Heidi El Tabakh Christina McHale María Irigoyen                         |
| 8 novembre  | Cliffs Esperance Tennis International 2010 Esperance, Australia Cemento $25 000        | Sacha Jones 6-2 6-3                                            | Çağla Büyükakçay                                      | Nicola Geuer Sophie Letcher                           | Mădălina Gojnea Shiho Akita Irina Begu Melanie South                                  |
| 8 novembre  | Cliffs Esperance Tennis International 2010 Esperance, Australia Cemento $25 000        | Daniella Dominikovic Jessica Moore 7–6(5) 6-3                  | Chiaki Okadaue Remi Tezuka                            | Nicola Geuer Sophie Letcher                           | Mădălina Gojnea Shiho Akita Irina Begu Melanie South                                  |
| 8 novembre  | ITF Women's Circuit Minsk 2010 Minsk, Bielorussia Cemento $25 000                      | Lesya Tsurenko 6-3 6-2                                         | Richèl Hogenkamp                                      | Naomi Cavaday Kristína Kučová                         | Evgenija Rodina Julija Bejhel'zymer Iryna Kurjanovič Oksana Kalašnikova               |
| 8 novembre  | ITF Women's Circuit Minsk 2010 Minsk, Bielorussia Cemento $25 000                      | Elena Bovina Ekaterina Byčkova 6-4 6-0                         | Paula Kania Katarzyna Piter                           | Naomi Cavaday Kristína Kučová                         | Evgenija Rodina Julija Bejhel'zymer Iryna Kurjanovič Oksana Kalašnikova               |
| 8 novembre  | Open du Havre 2010 Le Havre, Francia Terra rossa $10 000                               | Laura Ioana Andrei 6-2 6-4                                     | Céline Ghesquière                                     | Josepha Adam Florence Haring                          | Nadejda Vassileva Agathe Timsit Nicolette van Uitert Irina Ramialison                 |
| 8 novembre  | Open du Havre 2010 Le Havre, Francia Terra rossa $10 000                               | Céline Ghesquière Andréa Ka 7-5 7-5                            | Laura Ioana Andrei Michaela Boev                      | Josepha Adam Florence Haring                          | Nadejda Vassileva Agathe Timsit Nicolette van Uitert Irina Ramialison                 |
| 8 novembre  | ITF Women's Circuit Mallorca 2010 Maiorca, Spagna Terra rossa $10 000                  | Lara Arruabarrena-Vecino 7–6(2) 6-3                            | Maria João Koehler                                    | Ivonne Cavalle-Reimers Diana Enache                   | Yera Campos-Molina Karin Knapp Alice Tisset Carmen López-Rueda                        |
| 8 novembre  | ITF Women's Circuit Mallorca 2010 Maiorca, Spagna Terra rossa $10 000                  | Marcella Koek Eva Wacanno 6-3 6-2                              | Benedetta Davato Federica Quercia                     | Ivonne Cavalle-Reimers Diana Enache                   | Yera Campos-Molina Karin Knapp Alice Tisset Carmen López-Rueda                        |
| 8 novembre  | AEGON Pro Series Loughborough 2010 Loughborough, Gran Bretagna Cemento $10 000         | Lara Michel 6-2 6-2                                            | Anna Fitzpatrick                                      | Jocelyn Rae Tara Moore                                | Mara Nowak Myrtille Georges Gioia Barbieri Alexandra Walker                           |
| 8 novembre  | AEGON Pro Series Loughborough 2010 Loughborough, Gran Bretagna Cemento $10 000         | Jocelyn Rae Jade Windley 6-3, 5–7, [10–4]                      | Jana Jandová Petra Krejsová                           | Jocelyn Rae Tara Moore                                | Mara Nowak Myrtille Georges Gioia Barbieri Alexandra Walker                           |
| 8 novembre  | GD Tennis Cup 2010 Adalia, Turchia Cemento $10 000                                     | Vlada Ėkšibarova 6-2 4–6 6-2                                   | Andreea Mitu                                          | Pemra Özgen Marta Sirotkina                           | Dar'ja Sal'nikova Yuliya Lysa Lesley Kerkhove Nadya Kolb                              |
| 8 novembre  | GD Tennis Cup 2010 Adalia, Turchia Cemento $10 000                                     | Nikola Franková Marta Sirotkina 3–6 7-5 [10-5]                 | Dar'ja Sal'nikova Nicola Slater                       | Pemra Özgen Marta Sirotkina                           | Dar'ja Sal'nikova Yuliya Lysa Lesley Kerkhove Nadya Kolb                              |
| 8 novembre  | ITF Women's Circuit Asuncion 2010 Asunción, Paraguay Terra rossa $10 000               | Vanesa Furlanetto 1–6 6-4 7-5                                  | Verónica Cepede Royg                                  | Teliana Pereira Luciana Sarmenti                      | María Fernanda Álvarez Terán Nathalia Rossi Isabella Robbiani Carolina Zeballos       |
| 8 novembre  | ITF Women's Circuit Asuncion 2010 Asunción, Paraguay Terra rossa $10 000               | Verónica Cepede Royg Vanesa Furlanetto 6-0 6-3                 | Luciana Sarmenti Carolina Zeballos                    | Teliana Pereira Luciana Sarmenti                      | María Fernanda Álvarez Terán Nathalia Rossi Isabella Robbiani Carolina Zeballos       |
| 8 novembre  | Smart ITF Women's Circuit 2 2010 Manila, Filippine Cemento $10 000                     | Élodie Rogge-Dietrich 6-4 6-0                                  | Yasmin Schnack                                        | Katharina Lehnert Piia Suomalainen                    | Gally de Wael Chen Yi Peangthan Pliphuech Luksika Kumkhum                             |
| 8 novembre  | Smart ITF Women's Circuit 2 2010 Manila, Filippine Cemento $10 000                     | Luksika Kumkhum Peangthan Pliphuech 6-4 7-5                    | Ivana King Yasmin Schnack                             | Katharina Lehnert Piia Suomalainen                    | Gally de Wael Chen Yi Peangthan Pliphuech Luksika Kumkhum                             |
| 8 novembre  | ITF Women's Circuit Tandil 2010 Tandil, Argentina Terra rossa $10 000                  | Camila Silva 6(5)–7 6-3 6-2                                    | Barbara Rush                                          | Lucía Jara-Lozano Andrea Benitez                      | Aranza Salut Karolina Nowak Tatiana Búa Catalina Pella                                |
| 8 novembre  | ITF Women's Circuit Tandil 2010 Tandil, Argentina Terra rossa $10 000                  | Lucía Jara-Lozano Carla Lucero 4–6 6-4 [10-3]                  | Jordana Lujan Catalina Pella                          | Lucía Jara-Lozano Andrea Benitez                      | Aranza Salut Karolina Nowak Tatiana Búa Catalina Pella                                |
| 8 novembre  | ITF Women's Circuit Bogotá 2010 Bogotà, Colombia Terra rossa $10 000                   | Andrea Koch-Benvenuto 6-1 7-5                                  | Patricia Iveth Ku Flores                              | Daniela Seguel Karen Johanna Ramírez Rivera           | Katie Ruckert Marie Elise Casares Kerrie Cartwright Karen Emilia Castiblanco Duarte   |
| 8 novembre  | ITF Women's Circuit Bogotá 2010 Bogotà, Colombia Terra rossa $10 000                   | Karen Emilia Castiblanco Duarte Andrea Koch-Benvenuto 6-4 7-5  | Karen Johanna Ramírez Rivera Daniela Seguel           | Daniela Seguel Karen Johanna Ramírez Rivera           | Katie Ruckert Marie Elise Casares Kerrie Cartwright Karen Emilia Castiblanco Duarte   |
| 15 novembre | Slovak Open 2010 Bratislava, Slovacchia Cemento $25 000                                | Kateryna Bondarenko 7–6(3) 6-2                                 | Evgenija Rodina                                       | Mona Barthel Zuzana Kučová                            | Sina Haas Karolína Plíšková Andrea Hlaváčková Valerija Savinych                       |
| 15 novembre | Slovak Open 2010 Bratislava, Slovacchia Cemento $25 000                                | Emma Laine Irena Pavlović 6-4 6-4                              | Claire Feuerstein Valerija Savinych                   | Mona Barthel Zuzana Kučová                            | Sina Haas Karolína Plíšková Andrea Hlaváčková Valerija Savinych                       |
| 15 novembre | Configure Express Pro 2010 Wellington, Nuova Zelanda Cemento $25 000                   | Erika Sema 6-2 3–6 6-4                                         | Elica Kostova                                         | Jarmila Groth Kumiko Iijima                           | Isabella Holland Arina Rodionova Eirini Georgatou Monika Wejnert                      |
| 15 novembre | Configure Express Pro 2010 Wellington, Nuova Zelanda Cemento $25 000                   | Tímea Babos Tammi Patterson 6-3 6-2                            | Jarmila Groth Jade Hopper                             | Jarmila Groth Kumiko Iijima                           | Isabella Holland Arina Rodionova Eirini Georgatou Monika Wejnert                      |
| 15 novembre | Rio Series de Tenis Feminio Etapa Niteroi 2010 Niterói, Brasile Terra rossa $25 000    | Alexandra Cadanțu 6-1 1–6 6-1                                  | Julia Cohen                                           | María Fernanda Álvarez Terán Alizé Lim                | Chichi Scholl Tina Schiechtl Vivian Segnini Paula Ormaechea                           |
| 15 novembre | Rio Series de Tenis Feminio Etapa Niteroi 2010 Niterói, Brasile Terra rossa $25 000    | Maria Fernanda Alves Ana-Clara Duarte 6-4 6-4                  | Monique Albuquerque Fernanda Hermenegildo             | María Fernanda Álvarez Terán Alizé Lim                | Chichi Scholl Tina Schiechtl Vivian Segnini Paula Ormaechea                           |
| 15 novembre | Hart Open 2010 Opole, Polonia Terra rossa $25 000                                      | Sandra Záhlavová 5–7 7–6(4) 6-4                                | Magda Linette                                         | Tetjana Arefyeva Justyna Jegiołka                     | Justine Ozga Oksana Kalašnikova Kiki Bertens Iryna Kurjanovič                         |
| 15 novembre | Hart Open 2010 Opole, Polonia Terra rossa $25 000                                      | Oksana Kalašnikova Polina Pekhova 6-3 6-4                      | Paula Kania Magda Linette                             | Tetjana Arefyeva Justyna Jegiołka                     | Justine Ozga Oksana Kalašnikova Kiki Bertens Iryna Kurjanovič                         |
| 15 novembre | Open Feminin 50 2010 Équeurdreville, Francia Cemento $10 000                           | Jessica Ginier 7-5 6-2                                         | Clothilde de Bernardi                                 | Irina Ramialison Florence Haring                      | Myrtille Georges Nicolette van Uitert Alix Collombon Valerie Verhamme                 |
| 15 novembre | Open Feminin 50 2010 Équeurdreville, Francia Cemento $10 000                           | Florence Haring Nantenaina Ramalalaharivololona 1–6 6-3 [10-6] | Kim Kilsdonk Nicolette van Uitert                     | Irina Ramialison Florence Haring                      | Myrtille Georges Nicolette van Uitert Alix Collombon Valerie Verhamme                 |
| 15 novembre | ITF Women's Circuit Mallorca 2010 Maiorca, Spagna Terra rossa $10 000                  | Diana Enache 6-4 6-2                                           | Karin Knapp                                           | Andrea Gámiz Yera Campos-Molina                       | Clelia Melena Amanda Carreras Maria João Koehler Federica Quercia                     |
| 15 novembre | ITF Women's Circuit Mallorca 2010 Maiorca, Spagna Terra rossa $10 000                  | Diana Enache Raluca Elena Platon 6-3 7–6(3)                    | Maria João Koehler Avgusta Tsybysheva                 | Andrea Gámiz Yera Campos-Molina                       | Clelia Melena Amanda Carreras Maria João Koehler Federica Quercia                     |
| 15 novembre | Club Internacional de Tenis CIT 2010 Asunción, Paraguay Terra rossa $10 000            | Verónica Cepede Royg 6-2 6-2                                   | Tatiana Búa                                           | Vanesa Furlanetto Karolina Nowak                      | Lucía Jara-Lozano Carolina Zeballos Isaura Enrique Aguilar Jordana Lujan              |
| 15 novembre | Club Internacional de Tenis CIT 2010 Asunción, Paraguay Terra rossa $10 000            | Verónica Cepede Royg Vanesa Furlanetto 6-2 2–6 [10-3]          | Lucía Jara-Lozano Luciana Sarmenti                    | Vanesa Furlanetto Karolina Nowak                      | Lucía Jara-Lozano Carolina Zeballos Isaura Enrique Aguilar Jordana Lujan              |
| 15 novembre | Ciudad de Quito 2010 Quito, Ecuador Terra rossa $10 000                                | Marie Elise Casares 6-2 7-5                                    | Domenica González                                     | Denise Starr Dina Bajramovic                          | Beatriz Maria Martins Cecato Ingrid Esperanza Vargas Calvo Karina Souza Katie Ruckert |
| 15 novembre | Ciudad de Quito 2010 Quito, Ecuador Terra rossa $10 000                                | Mariana Demichelli Vergara Katie Ruckert 6-1 6(5)–7 [10-7]     | Beatriz Maria Martins Cecato Karina Souza             | Denise Starr Dina Bajramovic                          | Beatriz Maria Martins Cecato Ingrid Esperanza Vargas Calvo Karina Souza Katie Ruckert |
| 15 novembre | Hyogo International Women's Open Tennis 2010 Hyōgo, Giappone Carpet $10 000            | Qiang Wang 6-1 6-4                                             | Yurina Koshino                                        | Miyabi Inoue Makoto Ninomiya                          | Hirono Watanabe Mari Inoue Makiho Kozawa Kanae Hisami                                 |
| 15 novembre | Hyogo International Women's Open Tennis 2010 Hyōgo, Giappone Carpet $10 000            | Chinami Ogi Shiho Otake 7-5 6-2                                | Kanae Hisami Yurina Koshino                           | Miyabi Inoue Makoto Ninomiya                          | Hirono Watanabe Mari Inoue Makiho Kozawa Kanae Hisami                                 |
| 22 novembre | Toyota Challenger 2010 Toyota, Giappone Carpet $75 000+H Singolare – Doppio            | Misaki Doi 7-5 6-2                                             | Junri Namigata                                        | Ayumi Morita Mirjana Lučić                            | Kathrin Wörle Noppawan Lertcheewakarn Erika Takao Sachie Ishizu                       |
| 22 novembre | Toyota Challenger 2010 Toyota, Giappone Carpet $75 000+H Singolare – Doppio            | Shūko Aoyama Rika Fujiwara 1–6 6-3 [11-9]                      | Irina Begu Mădălina Gojnea                            | Ayumi Morita Mirjana Lučić                            | Kathrin Wörle Noppawan Lertcheewakarn Erika Takao Sachie Ishizu                       |
| 22 novembre | Latrobe City Tennis International 2010 Traralgon, Australia Cemento $25 000            | Julia Glushko 2–6 7-5 7–6(4)                                   | Sacha Jones                                           | Jarmila Groth Eirini Georgatou                        | Tímea Babos Amanda Fink Sally Peers Bianca Botto                                      |
| 22 novembre | Latrobe City Tennis International 2010 Traralgon, Australia Cemento $25 000            | Tímea Babos Melanie South 6-3 6-2                              | Jarmila Groth Jade Hopper                             | Jarmila Groth Eirini Georgatou                        | Tímea Babos Amanda Fink Sally Peers Bianca Botto                                      |
| 22 novembre | Zubr Cup 2010 Přerov, Repubblica Ceca Cemento $25 000                                  | Renata Voráčová 4–6 6-3 7-5                                    | Claire Feuerstein                                     | Maša Zec Peškirič Sandra Záhlavová                    | Ivana Lisjak Laura Siegemund Julia Babilon Irena Pavlović                             |
| 22 novembre | Zubr Cup 2010 Přerov, Repubblica Ceca Cemento $25 000                                  | Iveta Gerlová Lucie Kriegsmannová 6-1 6-3                      | Olga Brózda Natalia Kołat                             | Maša Zec Peškirič Sandra Záhlavová                    | Ivana Lisjak Laura Siegemund Julia Babilon Irena Pavlović                             |
| 22 novembre | ITF Women's Circuit La Vall d'Uixó 2010 La Vall d'Uixó, Spagna Terra rossa $10 000     | Nanuli Pipiya 7-5 7–6(6)                                       | Lara Arruabarrena-Vecino                              | Andrea Gámiz Anna Arina Marenko                       | Rocío de la Torre-Sánchez Diana Stomlega Amanda Carreras Ximena Hermoso               |
| 22 novembre | ITF Women's Circuit La Vall d'Uixó 2010 La Vall d'Uixó, Spagna Terra rossa $10 000     | Amanda Carreras Andrea Gámiz 7–6(5) 6-3                        | Lara Arruabarrena-Vecino Benedetta Davato             | Andrea Gámiz Anna Arina Marenko                       | Rocío de la Torre-Sánchez Diana Stomlega Amanda Carreras Ximena Hermoso               |
| 22 novembre | Torneo Rakiura Resort Day 2010 Asunción, Paraguay Terra rossa $10 000                  | Inés Ferrer-Suárez 6-2 6-2                                     | Eva Fernández-Brugués                                 | Tina Schiechtl Karolina Nowak                         | Daniela Degano Verónica Cepede Royg Luciana Sarmenti Estefania Donnet                 |
| 22 novembre | Torneo Rakiura Resort Day 2010 Asunción, Paraguay Terra rossa $10 000                  | Andrea Benitez Tatiana Búa 6-2 6-4                             | Lucía Jara-Lozano Luciana Sarmenti                    | Tina Schiechtl Karolina Nowak                         | Daniela Degano Verónica Cepede Royg Luciana Sarmenti Estefania Donnet                 |
| 22 novembre | Torneio Internacional de Tênis Cidade de Barueri 2010 Barueri, Brasile Cemento $10 000 | Conny Perrin 5-0 Retired                                       | Alexandra Cadanțu                                     | Paula Cristina Gonçalves Andrea Koch-Benvenuto        | Megan Falcon Aranza Salut María Fernanda Álvarez Terán Vivian Segnini                 |
| 22 novembre | Torneio Internacional de Tênis Cidade de Barueri 2010 Barueri, Brasile Cemento $10 000 | Fernanda Faria Paula Cristina Gonçalves 7-5 4–6 [10-3]         | María Fernanda Álvarez Terán Aranza Salut             | Paula Cristina Gonçalves Andrea Koch-Benvenuto        | Megan Falcon Aranza Salut María Fernanda Álvarez Terán Vivian Segnini                 |
| 22 novembre | ITF Women's Circuit Concepción 2010 Concepción, Cile Terra rossa $10 000               | Camila Silva 6-4 6-2                                           | Josanne van Bennekom                                  | Katerina Kramperová Gabriela Coglitore                | Karen Emilia Castiblanco Duarte Romina Brante Katie Ruckert Nadia Abdala              |
| 22 novembre | ITF Women's Circuit Concepción 2010 Concepción, Cile Terra rossa $10 000               | Fernanda Brito Daniela Seguel 6-2 6-3                          | Karen Emilia Castiblanco Duarte Camila Silva          | Katerina Kramperová Gabriela Coglitore                | Karen Emilia Castiblanco Duarte Romina Brante Katie Ruckert Nadia Abdala              |
| 29 novembre | Hotel do Frade ITF Challeneger 2010 Rio de Janeiro, Brasile Terra rossa $25 000        | Alexandra Cadanțu 6-1 6-3                                      | Julia Cohen                                           | Eva Fernández-Brugués Conny Perrin                    | Vivian Segnini Ana-Clara Duarte Melanie Klaffner Mailen Auroux                        |
| 29 novembre | Hotel do Frade ITF Challeneger 2010 Rio de Janeiro, Brasile Terra rossa $25 000        | Maria Fernanda Alves Ana-Clara Duarte Default                  | Alizé Lim Paula Ormaechea                             | Eva Fernández-Brugués Conny Perrin                    | Vivian Segnini Ana-Clara Duarte Melanie Klaffner Mailen Auroux                        |
| 29 novembre | William Loud Bendigo International 2010 Bendigo, Australia Cemento $25 000             | Tímea Babos 3–6 6-3 7-5                                        | Elica Kostova                                         | Tammi Patterson Sacha Jones                           | Erika Sema Lisa Whybourn Jennifer Elie Eirini Georgatou                               |
| 29 novembre | William Loud Bendigo International 2010 Bendigo, Australia Cemento $25 000             | Tímea Babos Melanie South 6-3 6-2                              | Jarmila Groth Jade Hopper                             | Tammi Patterson Sacha Jones                           | Erika Sema Lisa Whybourn Jennifer Elie Eirini Georgatou                               |
| 29 novembre | ITF Ciudad de Vinaros 2010 Vinaròs, Spagna Terra rossa $10 000                         | Lara Arruabarrena-Vecino 6-2 6-0                               | Cristina Dinu                                         | Nanuli Pipiya Rocío de la Torre-Sánchez               | Despina Papamichail Valentine Confalonieri Olga Sáez Larra Viktorija Golubic          |
| 29 novembre | ITF Ciudad de Vinaros 2010 Vinaròs, Spagna Terra rossa $10 000                         | Arabela Fernández-Rabener Anna Arina Marenko 7–6(4) 7-5        | Cristina Dinu Ionela-Andreea Iova                     | Nanuli Pipiya Rocío de la Torre-Sánchez               | Despina Papamichail Valentine Confalonieri Olga Sáez Larra Viktorija Golubic          |
| 29 novembre | Mandya Open 2010 Mandya, India Cemento $10 000                                         | Anastasіja Vasyl'jeva 6-2 3–6 6-2                              | Luksika Kumkhum                                       | Emily Webley-Smith Poojashree Venkatesha              | Nungnadda Wannasuk Anna Shkudun Sharmada Balu Anna Rapoport                           |
| 29 novembre | Mandya Open 2010 Mandya, India Cemento $10 000                                         | Peangthan Pliphuech Nungnadda Wannasuk 6-1 6-1                 | Rushmi Chakravarthi Poojashree Venkatesha             | Emily Webley-Smith Poojashree Venkatesha              | Nungnadda Wannasuk Anna Shkudun Sharmada Balu Anna Rapoport                           |
| 29 novembre | Copa Providencia BCI 2010 Santiago, Cile Terra rossa $10 000                           | Andrea Koch-Benvenuto 6-2 6-2                                  | Verónica Cepede Royg                                  | Camila Silva Karolina Nowak                           | Fernanda Brito Barbara Rush Luciana Sarmenti Alexandra Hirsch                         |
| 29 novembre | Copa Providencia BCI 2010 Santiago, Cile Terra rossa $10 000                           | Verónica Cepede Royg Luciana Sarmenti 6-1 6-3                  | Barbara Rush Camila Silva                             | Camila Silva Karolina Nowak                           | Fernanda Brito Barbara Rush Luciana Sarmenti Alexandra Hirsch                         |
| 29 novembre | Palmera ITF Women's Circuit 2010 Ain Elsokhna, Egitto Terra rossa $10 000              | Chanel Simmonds 6-4 6(5)–7 7–6(6)                              | Ana Jovanović                                         | Galina Fokina Vaszilisza Bulgakova                    | Magy Aziz Nadya Kolb Aleksandra Romanova Anastasia Kharchenko                         |
| 29 novembre | Palmera ITF Women's Circuit 2010 Ain Elsokhna, Egitto Terra rossa $10 000              | Galina Fokina Marina Mel'nikova 6-3 2–6 [13-11]                | Indra Bigi Nicole Clerico                             | Galina Fokina Vaszilisza Bulgakova                    | Magy Aziz Nadya Kolb Aleksandra Romanova Anastasia Kharchenko                         |

## Dicembre
| Settimana   | Torneo                                                                                         | Vincitrice                                              | Finalista                            | Semifinalie                             | Quarti di finale                                                                     |
| ----------- | ---------------------------------------------------------------------------------------------- | ------------------------------------------------------- | ------------------------------------ | --------------------------------------- | ------------------------------------------------------------------------------------ |
| 6 dicembre  | ITF Women's Circuit Bangalore 2010 Bangalore, India Cemento $25 000                            | Nicha Lertpitaksinchai 6-4 6-3                          | Kumiko Iijima                        | Kristina Mladenovic Peangthan Pliphuech | Dalila Jakupovič Julia Glushko Anna Shkudun Anastasіja Vasyl'jeva                    |
| 6 dicembre  | ITF Women's Circuit Bangalore 2010 Bangalore, India Cemento $25 000                            | Luksika Kumkhum Nungnadda Wannasuk 7–6(5) 5–7 [10-8]    | Chen Yi Kumiko Iijima                | Kristina Mladenovic Peangthan Pliphuech | Dalila Jakupovič Julia Glushko Anna Shkudun Anastasіja Vasyl'jeva                    |
| 6 dicembre  | Al Habtoor Future Challenge 2010 Dubai, EAU Cemento $10 000                                    | Marta Sirotkina 6-0 6-0                                 | Mihaela Buzărnescu                   | Julia Babilon Juliana Fedak             | Naomi Broady Elena Čalova Tetjana Arefyeva Korina Perkovic                           |
| 6 dicembre  | Al Habtoor Future Challenge 2010 Dubai, EAU Cemento $10 000                                    | Elena Čalova Ksenia Palkina 6-2 6-4                     | Tetjana Arefyeva Juliana Fedak       | Julia Babilon Juliana Fedak             | Naomi Broady Elena Čalova Tetjana Arefyeva Korina Perkovic                           |
| 6 dicembre  | Copa Occindetal Miramar 2010 L'Avana, Cuba Cemento $10 000                                     | Nadejda Guskova 6-1 6-2                                 | Misleydis Diaz-González              | Jennifer Allan Yolande Leacock          | Nicola George Anja Prislan Lara Ruffel Ester Masuri                                  |
| 6 dicembre  | Copa Occindetal Miramar 2010 L'Avana, Cuba Cemento $10 000                                     | Misleydis Diaz-González Yamile Fors-Guerra 6-1 6-2      | Jennifer Allan Nadejda Guskova       | Jennifer Allan Yolande Leacock          | Nicola George Anja Prislan Lara Ruffel Ester Masuri                                  |
| 6 dicembre  | Femenino Ciudad de Benicarló 2010 Benicarló, Spagna Terra rossa $10 000                        | Andrea Gámiz 3–6 6-2 6-4                                | Anastasia Grymalska                  | Andreea Văideanu Nanuli Pipiya          | Amanda Carreras Valentine Confalonieri Raluca Elena Platon Arabela Fernández-Rabener |
| 6 dicembre  | Femenino Ciudad de Benicarló 2010 Benicarló, Spagna Terra rossa $10 000                        | Arabela Fernández-Rabener Anna Arina Marenko 6-3 7-6(1) | Anastasia Grymalska Andreea Văideanu | Andreea Văideanu Nanuli Pipiya          | Amanda Carreras Valentine Confalonieri Raluca Elena Platon Arabela Fernández-Rabener |
| 6 dicembre  | Palmera ITF Women's Circuit 2010 Ain Elsokhna, Egitto Terra rossa $10 000                      | Sofija Kovalec 6-0 6-2                                  | Ana Jovanović                        | Zuzana Linhová Nicole Clerico           | Aleksandra Romanova Chloe Paque Marina Mel'nikova Darina Sedenková                   |
| 6 dicembre  | Palmera ITF Women's Circuit 2010 Ain Elsokhna, Egitto Terra rossa $10 000                      | Sofija Kovalec Chanel Simmonds 6-1 6-2                  | Galina Fokina Marina Mel'nikova      | Zuzana Linhová Nicole Clerico           | Aleksandra Romanova Chloe Paque Marina Mel'nikova Darina Sedenková                   |
| 6 dicembre  | ITF Women's Circuit Talca 2010 Talca, Cile Terra rossa $10 000                                 | Verónica Cepede Royg 7–6(2) 3–6 6-3                     | Camila Silva                         | Fernanda Brito Andrea Koch-Benvenuto    | Carla Lucero Adriana Pérez Carolina Zeballos Katerina Kramperová                     |
| 6 dicembre  | ITF Women's Circuit Talca 2010 Talca, Cile Terra rossa $10 000                                 | Verónica Cepede Royg Luciana Sarmenti 6-3 6-1           | Flavia Guimaraes Bueno Belen Luduena | Fernanda Brito Andrea Koch-Benvenuto    | Carla Lucero Adriana Pérez Carolina Zeballos Katerina Kramperová                     |
| 13 dicembre | Al Habtoor Tennis Challenge 2010 Dubai, EAU Cemento $75 000                                    | Sania Mirza 4–6 6-3 6-0                                 | Bojana Jovanovski                    | Evgenija Rodina Anabel Medina Garrigues | Julia Görges Tatjana Maria Maryna Zanevs'ka Anastasija Sevastova                     |
| 13 dicembre | Al Habtoor Tennis Challenge 2010 Dubai, EAU Cemento $75 000                                    | Julia Görges Petra Martić 64- 7–6(7)                    | Sania Mirza Vladimíra Uhlířová       | Evgenija Rodina Anabel Medina Garrigues | Julia Görges Tatjana Maria Maryna Zanevs'ka Anastasija Sevastova                     |
| 20 dicembre | ITF JSM Christmas Open Women's Indoor Pro Circuit 2010 Gimcheon, Corea del Sud Cemento $10 000 | Kim Kun-hee 4–6 6-1 6-3                                 | Hong Hyun-Hui                        | Kim Na Ri Kim Sun-Jung                  | Kim Ji-Sun Jeong Yoon-Young Ai Koga Kang Seo-Kyung                                   |
| 20 dicembre | ITF JSM Christmas Open Women's Indoor Pro Circuit 2010 Gimcheon, Corea del Sud Cemento $10 000 | Hong Hyun-Hui Kim Kun-hee 6-4 7-5                       | Kim Ji-Young Kim Jung-Eun            | Kim Na Ri Kim Sun-Jung                  | Kim Ji-Sun Jeong Yoon-Young Ai Koga Kang Seo-Kyung                                   |
| 20 dicembre | NECC ITF Women's Tennis Tournament 2010 Pune, India Cemento $25 000                            | Bojana Jovanovski 6-4 6-4                               | Nina Bratčikova                      | Anna Shkudun Aleksandra Panova          | Tadeja Majerič Emily Webley-Smith Sachie Ishizu Anja Prislan                         |
| 20 dicembre | NECC ITF Women's Tennis Tournament 2010 Pune, India Cemento $25 000                            | Nina Bratčikova Aleksandra Panova 6-3 7–6(2)            | Sachie Ishizu Anna Shkudun           | Anna Shkudun Aleksandra Panova          | Tadeja Majerič Emily Webley-Smith Sachie Ishizu Anja Prislan                         |